# Andrzej Czarnecki (burgrabia)
Andrzej Czarnecki herbu własnego (zm. 1649) – burgrabia krakowski w latach 1633–1649, dworzanin królewski.